# Звенислава-Анастасия Всеволодовна
Звенислава-Анастасия Всеволодовна (также Звенислава Черниговская; польск. Zwinisława Wsiewołodowna, Zwienisława Wszewołodowna; ум. между 1155—1160) — княжна из рода Рюриковичей, дочь Всеволода Ольговича, великого князя киевского, и Марии Мстиславны, дочери Мстислава Владимировича Великого, первая жена герцога (князя) Силезии Болеслава I Долговязого, основателя силезской ветви династии Пястов, правившего во Вроцлаве.
По отцу Звенислава была правнучкой Святослава Ярославича, а по матери — Владимира Мономаха. Представители этих ветвей потомства Ярослава Мудрого обычно враждовали между собой, поэтому брак её родителей был, видимо, результатом определённого компромисса. В династическом плане можно ещё упомянуть, что её прабабкой, женой Владимира Мономаха, была английская принцесса Гита, другой представительницей этой семьи была её свекровь Агнесса фон Бабенберг.
В 1142 году в Кракове Звенислава стала женой Болеслава (ок. 1127—1201), который был старшим сыном Владислава II Изгнанника, Великого герцога и верховного правителя Польши. Этим браком Владислав намеревался укрепить своё положение в сложной борьбе со своими единокровными братьями. Одним из основных противников семьи в Польше был единокровный брат Владислава, Болеслав Кудрявый IV, который был женат на Верхославе Всеволодовне Новгородской, двоюродной сестре Звениславы (мать Звениславы и отец Верхославы — дети Мстислава I Владимировича).
В 1145 году Владислав посылал Болеслава на Русь, чтобы тот убедил Всеволода прислать помощь. В результате похода армии, посланной Всеволодом на помощь Владиславу, тот смог увеличить свои владения. Однако заступничество Всеволода помогло Владиславу ненадолго: в 1146 году он был изгнан из страны братьями. Вскоре к нему присоединилась и жена Агнесса с двумя старшими сыновьями (в том числе Болеславом), не сумев удержать Краков. Сначала Владислав уехал в Прагу, к своему тезке и свояку — чешскому князю Владиславу II (женатому на другой дочери Леопольда III Австрийского), но активной поддержки не нашёл и перебрался к шурину, королю Германии Конраду III. Конрад выделил им для проживания Альтенбургский замок в Тюрингии.
Владислав и Болеслав предприняли ряд неудачных попыток вернуть свои владения, но в конце концов остались жить в Германии, служа Конраду, а затем Фридриху Барбароссе, и участвуя в их военных походах. Только в 1163 году Фридриху удалось договориться с Болеславом Кудрявым, чтобы он выделил Болеславу и его младшему брату Мешко Силезию.
О возвращении в Польшу Звениславы упоминаний нет, на этом основании делается вывод, что она умерла в Германии до 1163 года. Согласно одному из источников, она была похоронена в цистерцианском монастыре в Пфорте, и поэтому дату смерти называют после 30 мая 1159 года, когда этот монастырь стал местом захоронения членов силезской линии Пястов.
В браке Звенислава родила двух детей:
- Ярослав (между 1143 и 1160 — 22 марта 1201), князь Опольский с 1172/1173, епископ Вроцлава с 1198; о его потомках нет сведений, вероятно, их не было
- Ольга (ок. 1155/1160 — 27 июня 1175/1180)